# Droisy, Haute-Savoie
Droisy är en kommun i departementet Haute-Savoie i regionen Auvergne-Rhône-Alpes i sydöstra Frankrike. Kommunen ligger i kantonen Seyssel som tillhör arrondissementet Saint-Julien-en-Genevois. År 2022 hade Droisy 153 invånare.

## Befolkningsutveckling
Antalet invånare i kommunen Droisy
| Referens: INSEE |